# Miguel Ortego
Miguel Ortego Fernández (nacido el 19 de julio de 1964 en Madrid, Comunidad de Madrid) es un jugador de hockey sobre hierba español. Disputó los Juegos Olímpicos de Seúl 1988 y los de Barcelona 1992 con España, obteniendo un noveno y quinto puesto, respectivamente.

## Participaciones en Juegos Olímpicos
- Seúl 1988, puesto 9.
- Barcelona 1992, puesto 5.